# Oměj šalamounek
Oměj šalamounek (Aconitum plicatum, syn. Aconitum callibotryon) je vytrvalá, prudce jedovatá rostlina z čeledi pryskyřníkovitých. Patří mezi ohrožené druhy rostlin ČR.

## Popis
- Oměj šalamounek je vytrvalá 50 až 150 cm vysoká bylina rostoucí z hlízovitě ztlustlého oddenku.
- Lodyha je vzpřímená, pevná, v dolní části lysá a v květenství oděná přitisklými, obloukovitě zahnutými chlupy
- Listy jsou střídavé, řapíkaté, dlanitě dělené s pěti laločnatými úkrojky s otevřenou žilnatinou.
- Květenství vytváří prodloužený vzpřímený hrozen
- Jednotlivé květy vyrůstají z paždí podpůrných listenů, jsou velké asi 3 cm, fialově-modré. Jsou tvořeny 5 okvětními lístky, z nichž horní je vysoce vyklenutý a tvoří tzv. přilbu. Ta je u oměje šalamounku nanejvýš stejně vysoká jako široká. Dolní okvětní lístky jsou široce podlouhlé.
- Kvete od května do srpna.
- Plodem je hladký měchýřek s 10 až 15 černými semeny.

## Stanoviště
Ve volné přírodě oměj šalamounek roste na vlhkých místech v lesích a u potoků v horských oblastech.

## Areál rozšíření
Oměj šalamounek je endemitem hor Českého masívu, vyskytuje se v České republice, kterou svým výskytem přesahuje jen těsně na území okolních států v pohraničních pohořích. Jinde v Evropě a Asii se však vyskytují blízce příbuzné druhy (řazených do komplexu Aconitum napellus s.l.), např. v Karpatech včetně Beskyd to je oměj tuhý (Aconitum firmum). V Alpách roste Aconitum tauricum a Aconitum napellus.

## Použití
V léčitelství se používala sušená hlíza, která v přiměřených dávkách snižuje horečky. Pro svoji jedovatost se však nesmí používat bez lékařského dozoru. Zevně se oměj také používá jako lokální anestetikum.

## Účinné látky
Droga obsahuje hlavně akonitové alkaloidy. Z těchto alkaloidů je to hlavně akonitin, jeden z nejprudších jedů, který je znám.

## Využití v travičství
Všechny části rostliny obsahují alkaloidy, listy 0,2–1,5 %, hlízy 0,3–3 %. Podráždění na jazyku (podobné nikotinu, při větších dávkách se rozšiřuje na celou hlavu) je již při 0,05 mg akonitinu, příznaky otravy 0,2–0,25 mg, smrtelná dávka pro člověka 3–4 mg.
Dříve byly známy i otravy u dětí, jelikož vysávaly nektar z květů a s tím i malý obsah akonitinu. Sbírají se obvykle hlízy a to v říjnu až listopadu. Při kvetení je obsah alkaloidu nejnižší, v zimě naopak nejvyšší.
Extrakt z oměje šalamounku se ve středověku používal jako šípový jed. Používal se také k trávení vlků ve středověku otráveným masem.

### Lidové názvy
bačkorky, botičky, čertův pantoflíček, holoubky, homolec, jedhoj, medvědí tlapka, oměj, omich, papučky Panny Marie, psí mor, vomej, zlý mníšek…
Nezaměňovat tuto rostlinu s její příbuznou: Oměj vlčí mor – Aconitum lycoctonum (Lycos=vlk, kteinó=usmrcuji)

### Průběh otravy
Při užití větší dávky akonitinu, nebo rostliny, se brzy dostaví pocit mravenčení v zadní části dutiny ústní (podráždění nervových zakončení v zadní části patra), který se brzy rozšíří na celou hlavu a obličej. Později postoupí mravenčení a píchání do konečků prstů rukou i nohou, na uši, do krajiny pánevní, na prsa a záda. Po nich následuje celková necitlivost (anestezie). Zároveň se dostaví celkové příznaky otravy jako pocení, nausea, zvracení, průjem, pokles teploty, zimnice, poruchy srdeční činnosti, velká svalová slabost, silná úzkost a strach ze smrti. Dýchání je stále povrchnější a smrt nastává zástavou dechu a poškozením srdce. Vědomí je však až do konce zachováno.
První příznaky se dostaví za několik minut a celá otrava proběhne v několika hodinách.

### Prognóza
I těžce otrávený se může uzdravit, pokud se udrží srdeční a dýchací činnost v chodu. Doporučuje se výplach žaludku a podávání symptomatických léků. U případů, jež nekončí smrtelně, trvají ještě delší dobu poruchy citlivosti a pocity únavy.